# Eodelena tasmaniensis
Eodelena tasmaniensis är en spindelart som beskrevs av Hirst 1991. Eodelena tasmaniensis ingår i släktet Eodelena och familjen jättekrabbspindlar.
Artens utbredningsområde är Tasmanien. Inga underarter finns listade i Catalogue of Life.